# 高権三

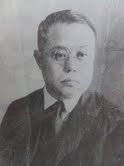
時期不詳

高 権三（コ・グォンサム、朝鮮語: 고권삼/高權三、1901年5月31日 - 没年不詳）は、大韓民国の歴史学者であり政治学者である。済州島出身。『大阪と半島人』（1938年）著者。

## 人物
祖先は世宗時代最後の87代漢城府尹であった済州高氏の高得宗。祖父は李氏朝鮮王朝末期の官吏であり、旌義、高敞の県監を歴任した高啓正。兄は独立運動家で初代済州道城山面長の高殷三。
1921年5月1日、城山青年会（旌義面城山里）創立。『消費組合設立の件」「労働夜学開設の件」をここで決議するなど早くから無産階級を視野においた政治活動を行っていた。その後日本に渡り、1927年3月に早稲田大学政治経済学部を卒業。卒業後も同大学院研究室に残り歴史研究を続けた。早稲田時代日本での後見人は、高野房太郎と共に日本の労働組合運動の源流となる職工義友会を組織した澤田半之助。息子のように世話をしてくれたとある。後に大阪に移住。この時期出版された著書が、『大阪と半島人』（1938年）である。この中で綴った古代大阪の渡来人研究と戦前の在日韓国・朝鮮人の様子は、現在も多くの歴史学者たちの参考文献となっている。
1940年代に入ると独自の「皇道哲学」という御用学問を研究し多数の論説を発表したため、現在「韓国の民族問題硏究所親日派人名辞典」の収録予定者名簿に入っている。しかし、日本植民地時代発行された著書を見る限りでは、民族啓蒙主義者である。事実、民族主義運動を韓国及び日本で組織的に行ったことから当時の日本政府当局に何度も投獄されている。独立直前、大阪でも政治犯として投獄中に脱獄。日本に家族を残し単身で韓国に戻る。帰国後はソウル市内の東国大学で教授・ソウル大学では研究を続けながら講師としても教壇に立った。ソウル大学当時の姿が、教え子であるアメリカ・ユタ大学地理学名誉教授イ・ジョンミョン博士の「アリラン紀行」（ユタコリアンタイムズ）に残されている。韓国民謡「アリラン」の研究でも有名な学者でもあった。
1950年5月30日に行われた大韓民国第2回総選挙では、済州道から無所属で出馬し落選。翌月6月25日に朝鮮戦争勃発し、その直後に行方不明となる。韓国拉致名簿には『1950年8月25日ソウル市内で北朝鮮人民軍に拉致』と記載されている。しかし、当時発行された失踪届けには、7月16日午後3時東国大学にて北朝鮮人民軍にトラックに乗せられ拉致され他とされている。その後金日成総合大学に他の知識人らと共に集合、教員として召喚させられたという説があるが、確かな話ではない。以後消息不明。

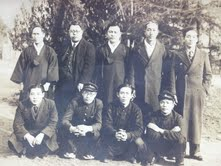
大阪在住時代

## 経歴
- 1901年5月31日 - 韓国済州島で生まれる
- 1921年5月1日 - 済州道城山青年会創立（旌義面城山里）
- 1927年3月 - 早稲田大学政経学部卒業
- 1927年4月 - 早稲田大学研究所研究員
- 1930年代 - 大阪東成区に移住
- 1945年以降 - 東国大学教授、ソウル大学研究員及び講師
- 1950年5月30日 - 大韓民国第二回総選挙に無所属で出馬落選
- 1950年6月25日 - 朝鮮戦争勃発
- 1950年7月16日 - 朝鮮人民軍により東国大学校内で拉致

## 日本と韓国での出版物
- 1930年「朝鮮近代政治史」 出版　鋼鉄書院[4]
- 1933年「近世朝鮮興亡史」 出版　考古書院[5]
- 1933年「朝鮮政治史綱」　出版　永田書店[6]
- 1937年「極東の危機直面」
- 1938年「大阪と半島人 内鮮同胞よ!」 出版　東光商會書籍部[7]
- 1947年「朝鮮政治史」 出版　朝鮮新報社
- 1948年「朝鮮政治史」 出版　乙酉文化社[8]
- 1961年「わが国の政治史」 没後出版　三洋文化社[9]

## 高権三教授のアリラン説
韓国のアリランの代表的な研究説とされる「アリラン基本6説」の内一つ「啞耳聾（アイロン）」説を唱えた人物。日本統治時代、この「啞耳聾（アイロン）」説に関する著書を何度も出版しようとしたが日本の検閲を通ることはなかった。1947年になってようやく、朝鮮新報社出版の「朝鮮政治史」の第4編で世に送り出すことが出来た。この「啞耳聾（アイロン）」説で「アリラン」は、朝鮮時代初期に発生したものであるという見解を示した。それは、ヨーロッパルネサンス運動が当時の清を経て朝鮮半島にも普及されたという独自の視点から出たものだった。「アリラン」は、民族の抵抗精神を主張する歌曲であると述べている。高麗王朝滅亡から朝鮮王朝の幕開けとなったこの時代、多くの血が流された易姓革命への反骨精神が「アリラン」の語源だという。
※この時韓国全土では、高麗王朝の血統「本貫・開城王氏」の粛清が徹底的に行われていた。では、この「啞耳聾」とは何か？ 「啞」とは喋らない・「耳」とは聴かない・「聾」は聞こえない。この「啞耳聾」は、“生きにくい世を生き抜くために、自ら話さず、耳はふさいで何も聴かない聞こえない”という意味を持つ。キム・ジヨンの「朝鮮」（1930年）と「朝鮮民謡アリラン」（1935年）の中に出てくる言葉である。ここから教授の「啞耳聾（アイロン）」主義研究が始まった。この説をさらに深めるための資料文献を1921年光州で知り合いに提供してもらったが、日本の警察に没収されたという。「アリラン」に出てくる峠とは、歴史的困難であり「啞耳聾」主義はこの困難を乗り越えるための現実的行動原則であった推測される。また、教授はこの「啞耳聾」主義はインドガンジーの無抵抗主義と同一でないと主張する。「啞耳聾」主義には、積極性がありその象徴が3.1独立運動のような実質的行動にも繋がったという。著書で教授は、次のように結論付けている。
「啞耳聾」主義は、非暴力、非共同以上に政治的価値があり、文化的にも進歩するほどにさらに輝きを増す。朝鮮「啞耳聾」主義は、ガンジーの無抵抗主義とは一線を画し、その根本に積極性があることが更なる価値なのだ。「啞耳聾」主義は、政治上偉大な存在であり、朝鮮政治史をさらに進化させる文化的要素でもある。「啞耳聾」主義哲学とは平和主義哲学である。平和なくして建設はなく、建設なくして文化はない、文化なくして幸福が訪れることもない。このことから、我々韓国国民は真の平和の使いであり、人類平和の指揮者であると私は思う。

### その子孫たち
- 高泰保　京都大学農学博士